# Sombrero

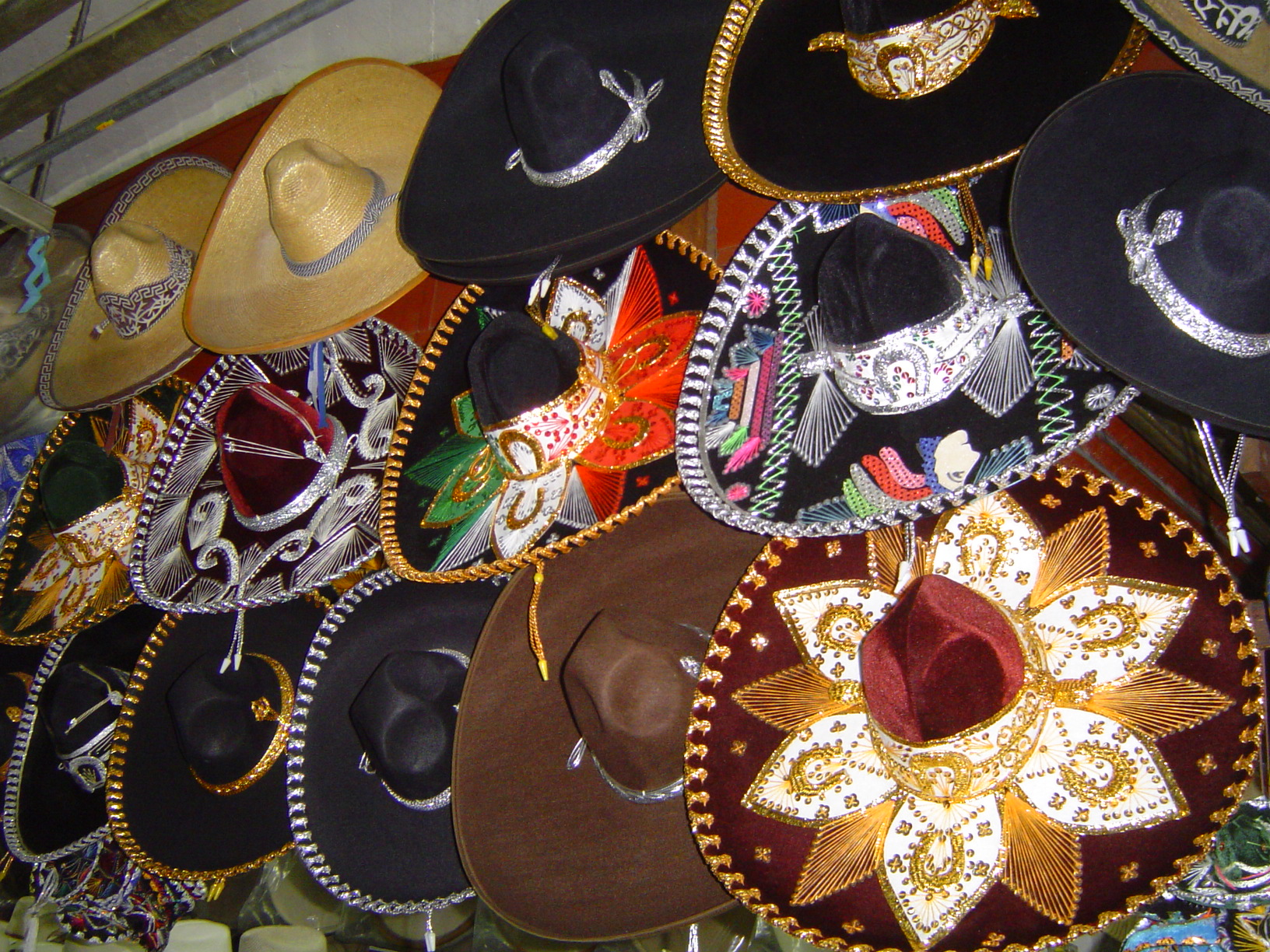
Různé druhy sombrer

Sombrero je klobouk, který tvoří součást mexického lidového kroje. Vyznačuje se vysokou kuželovou střechou a širokou krempou, která může měřit až přes půl metru a na okrajích bývá zvednutá. Zhotovuje se z pšeničné slámy nebo palmových vláken, dražší typy bývají z plsti, nejčastěji černé barvy. Sombrera bývají zpravidla zdobená pestrobarevnými výšivkami, stuhami nebo korálky. Pro uchycení klobouku pod bradou slouží šňůra nazývaná barboquejo.
Tuto pokrývku hlavy přinesli do Mexika Španělé v 16. století: ve španělštině znamená výraz sombrero (ze slova sombra – stín) jakýkoli klobouk, například součástí andaluského kroje je sombrero cordobés vyznačující se plochou střechou. Mexické sombrero bývá ve Španělsku označováno jako Sombrero de charro. Klobouk se širokou krempou si oblíbili jezdci na koních, zejména honáci dobytka v oblasti Jalisco, nazývaní charros: chránil jim obličej a zátylek před prudkým sluncem i před prachem a hmyzem, mohl sloužit také k rozdmýchání ohně, nahánění krav nebo jako štít proti útoku mačetou. Časem se rozšířil do dalších latinskoamerických zemí, na Filipíny i do USA, kde se z něj vyvinul kovbojský klobouk. Popularitu sombrerům přinesla také mexická revoluce, kdy se stala symbolem Zapatových rolnických oddílů. Pro návštěvníky Mexika jsou sombrera populárním suvenýrem, tvoří součást kostýmu folklorních hudebních souborů mariachi a slouží jako rekvizita v národním tanci jarabe tapatio.
Charakteristická podoba sombrera dala pojmenování několika entitám podobného tvaru, jako je spirální Galaxie Sombrero, ostrov Sombrero v Karibském moři nebo matematická funkce sombrero. Existuje i značka tequily, prodávaná v lahvích s uzávěrem ve tvaru sombrera. 